# 泰波托島
泰波托岛（Tepoto，亦作Te Poto），亦称北泰波托岛（Tepoto Nord；与泰波托环礁作区分）、托霍岛（Toho）、普卡波托岛（Pukapoto），是南太平洋法屬波利尼西亞的珊瑚岛，屬於土阿莫土群島和失望群島，位於納普卡環礁西北15公里，由纳普卡市镇管辖，長2.6公里、寬0.8公里，面積2平方公里，2012年人口61。

## 外部連結
- Census figures
- （页面存档备份，存于）
- Atoll names （页面存档备份，存于）
- Origin of the name (in German) （页面存档备份，存于）